# Monarca del paradís del Japó
El monarca del paradís del Japó (Terpsiphone atrocaudata) és una espècie d'ocell de la família dels monàrquids (Monarchidae) que habita zones boscoses i manglars criant a les illes meridionals del Japó, les illes Ryukyu, Corea i Taiwan. Les poblacions septentrionals passen l'hivern a les Filipines septentrionals, arribant fins a Sumatra.